# Yityish Aynaw
Yityish Aynaw, nota anche come Titi Aynaw (in ebraico טיטי איינאו‎?; in amarico: ይታይሽ አየነው; Chahawit, 23 giugno 1991), è una modella etiope naturalizzata israeliana.
È stata la prima ebrea etiope e la prima israeliana di colore a vincere il concorso di Miss Israele.

## Biografia
Yityish Aynaw è nata a Chahawit, un villaggio della provincia di Gondar in Etiopia, da una famiglia ebrea appartenente alla comunità Beta Israel. La sua famiglia di origine era povera, ma Aynaw ha spesso ricordato come la sua infanzia fosse stata "spesso felice". Il padre morì poco dopo la sua nascita, mentre la madre quando aveva dieci anni. Rimasti orfani, Aynaw e suo fratello maggiore Yellek hanno compiuto l'aliyah, emigrando verso Israele per vivere con i nonni materni che già erano emigrati nel 2000 e si erano stabiliti a Netanya.
Dopo essere arrivata in Israele, Aynaw ha inizialmente faticato ad integrarsi nella cultura israeliana e ad apprendere la lingua ebraica, riuscendo poi a superare le difficoltà.
Dopo essersi laureata al Kfar HaNoar HaDati, Aynaw ha iniziato il suo servizio di leva nelle forze di difesa israeliane, servendo come tenente nel corpo di polizia militare israeliano. Dopo aver completato il suo servizio, ha lavorato in un negozio di abbigliamento a Netanya.
Aynaw ha iniziato la sua carriera di reginetta di bellezza, per tenere fede alla promessa fatta ad un amico d'infanzia, iscrivendosi al concorso di Miss Israele del 2013; all'epoca, Aynaw non aveva alcuna esperienza da modella.
La sua vittoria nella competizione, nel febbraio 2013, ha ricevuto una grande attenzione mediatica, tanto nazionale che internazionale: era la prima donna israeliana di colore ad essere incoronata Miss Israele.
Molti falascia hanno visto nella sua affermazione un segnale positivo per lo status degli ebrei di colore ed in particolare per quello degli ebrei etiopi in Israele Mentre regnava come Miss Israel, Aynaw ha fatto accrescere nell'opinione pubblica la conoscenza della difficoltà degli ebrei etiopi a fare l'aliyah verso Israele, e ha aiutato molti dei suoi parenti a raggiungere il paese dopo che in precedenza le loro richieste di immigrazione erano state negate numerose volte.

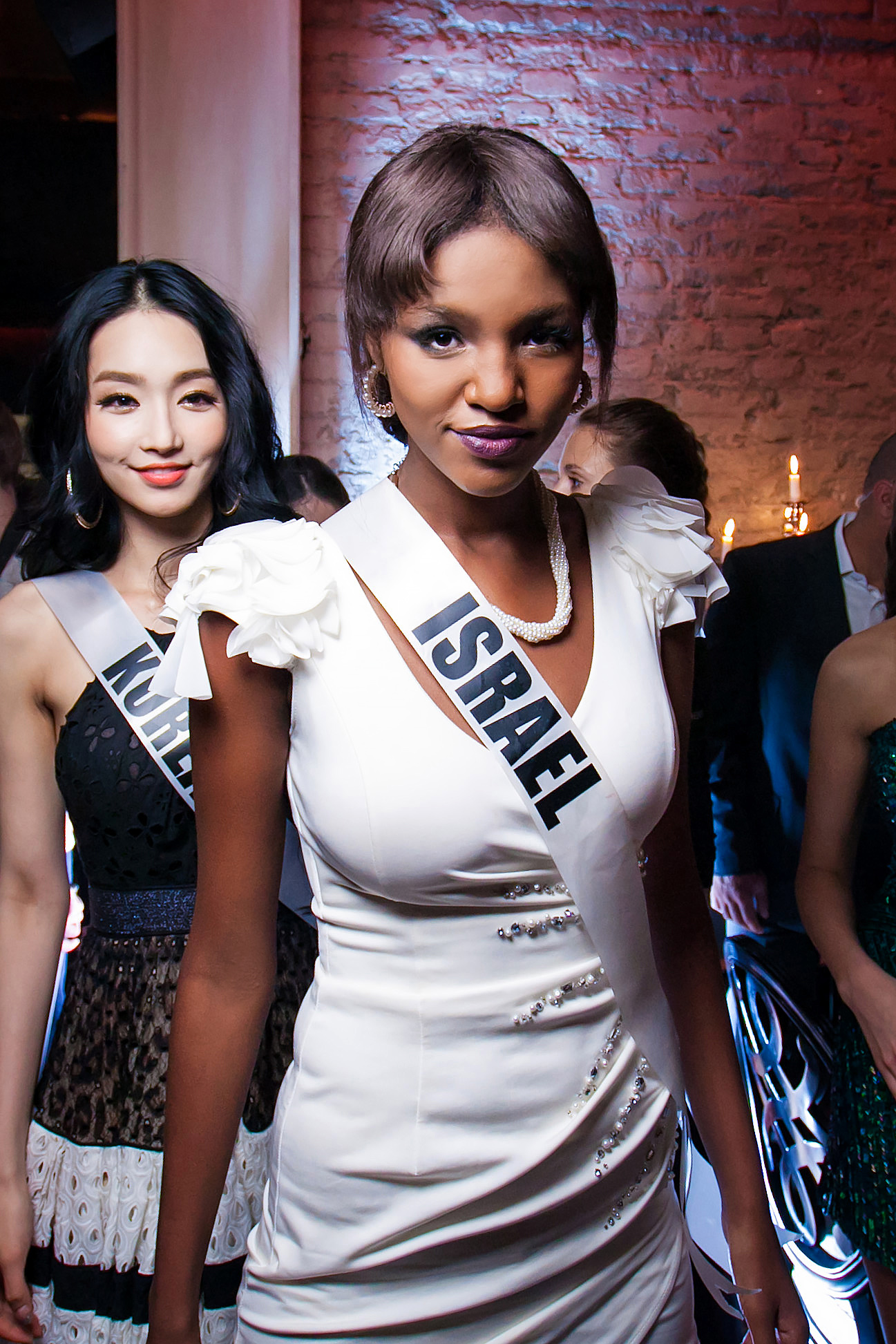
Yityish Aynaw a Miss Universo 2013 a Mosca

Dopo la sua vittoria, Aynaw è stata invitata da Barack Obama a partecipare a una cena di gala con Shimon Peres; Obama ha espresso ammirazione per Aynaw e l'ha definita un "modello".
In qualità di Miss Israele, Aynaw ha rappresentato il suo paese nel concorso Miss Universo 2013 tenutosi a Mosca, Russia; nell'occasione non ha raggiunto la fase finale per l'assegnazione del titolo.
Aynaw è stata successivamente nominata il 39° ebreo più influente del 2013 dal Jerusalem Post. Al termine del suo regno, Aynaw ha incoronato Mor Maman come suo successore al titolo nel marzo 2014.
Nel 2015, Aynaw ha gareggiato come concorrente celebre in Survivor: Honduras, la settima stagione dell'edizione israeliana della serie Survivor, classificandosi al secondo posto finale.
Nel 2016, Aynaw ha iniziato a lavorare alla creazione di un centro per aiutare i giovani a rischiodella comunità a Netanya, con attività di sostegno scolastico, sportive ed artistiche.